# Xã McDonaldsville, Quận Norman, Minnesota
Xã McDonaldsville (tiếng Anh: McDonaldsville Township) là một xã thuộc quận Norman, tiểu bang Minnesota, Hoa Kỳ. Năm 2010, dân số của xã này là 175 người.